# I BELIEVE
《I BELIEVE》為日本女歌手華原朋美的第2張單曲，由小室哲哉所製作。

## 說明
- 華原朋美的爆紅單曲。
- 起初為製作給globe使用的歌曲，最終成為華原的單曲。小室給此曲的定位是「背水一戰」等級的力作。
- 首週登場名次為第7名。年末（1995年）獲得日本唱片大獎最優秀新人獎，名次亦回升至第4名，並於隔年（1996年）成為自身第一張百萬單曲。
- 本單曲的一部份收益用於救濟阪神大地震。

## 收錄歌曲
全碟作詞・作曲・編曲：小室哲哉
1. I BELIEVE [RADIO EDIT]
2. I BELIEVE [EXTENDED （MILAN MIX）]
3. I BELIEVE [INSTRUMENTAL]